# George Trevelyan (2e baronnet)
George Otto Trevelyan, (20 juillet 1838 - 17 août 1928) est un homme d'État britannique et auteur. Au cours d'une carrière ministérielle qui a duré près de 30 ans, il est notamment deux fois Secrétaire d'État pour l'Écosse sous William Ewart Gladstone et le comte de Rosebery. Il rompt avec Gladstone au sujet du Home Rule irlandais en 1886, mais après que des modifications aient été apportées au projet de loi, il rejoint le Parti libéral. Également écrivain et historien, Trevelyan publie La vie et les lettres de Thomas Babington Macaulay, son oncle maternel, en 1876.

## Jeunesse et éducation
Trevelyan est né à Rothley Temple, Leicestershire, fils unique de Sir Charles Trevelyan (1er baronnet) et Hannah, fille de Zachary Macaulay et sœur de l'historien Thomas Babington Macaulay. Il fait ses études à Harrow et au Trinity College de Cambridge, où il est président de la Cambridge Union Society, et obtient la deuxième place dans la première classe du Tripos classique en 1861. La même année, il écrit son Horace à l'Université d'Athènes, un drame d'actualité en vers, dont certaines parties auraient offensé William Whewell et fait perdre une bourse à Trevelyan. Il est apôtre de Cambridge .

## Carrière politique

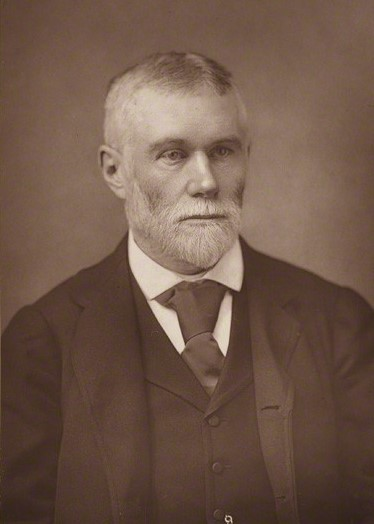
Sir George Trevelyan, 1893

En 1862, Trevelyan part comme fonctionnaire en Inde, où il passe plusieurs années. En 1865, il est élu député libéral de Tynemouth et de North Shields  . Aux élections générales de 1868, il est réélu pour les Hawick Burghs, qu'il continue de représenter jusqu'en 1886 . Lorsque le premier ministère Gladstone est formé en décembre 1868, Trevelyan est nommé Lord civil de l'amirauté, mais démissionne en juillet 1870 sur un point de conscience lié au projet de loi sur l'éducation du gouvernement. Il préconise une réforme radicale de l'armée, y compris l'abolition de l'achat de commissions, et tant au Parlement qu'à l'extérieur du Parlement, il est le principal partisan pendant de nombreuses années de l'extension de la franchise du comté. Au cours de la session de 1874, il présente son projet de loi sur la franchise des ménages (comtés), qui a été rejeté en deuxième lecture - ce n'est que dix ans plus tard que le travailleur agricole a été affranchi. Parmi les autres causes qu'il soutient chaleureusement, il y a le suffrage féminin, une réforme en profondeur du gouvernement local métropolitain et la réforme ou l'abolition drastique de la Chambre des lords. Il est également favorable au veto direct et à d'autres lois sur la tempérance.
En 1880, Trevelyan est nommé secrétaire parlementaire de l'Amirauté sous Gladstone. Il occupe ce poste jusqu'en mai 1882, date à laquelle, après l'assassinat de Frederick Cavendish, il est devenu Secrétaire en chef pour l'Irlande et admis au Conseil privé. De novembre 1884 à juin 1885, il est Chancelier du duché de Lancastre avec un siège au cabinet. En février 1886, il devient Secrétaire d'État pour l'Écosse et vice-président du ministère de l'Éducation écossais dans la troisième administration de Gladstone, mais démissionne en mars au sujet de l'Irish Home Rule. La même année, il succède à son père comme baronnet.
Aux élections générales de 1886, Trevelyan perd son siège pour Hawick . En tant que représentant du Parti libéral unioniste, il prend part à la table ronde et, satisfait des changements apportés par Gladstone à son projet de loi, il rejoint officiellement le Parti libéral. En août 1887, il réintègre la Chambre des communes comme député de Glasgow Bridgeton . De 1892 à 1895, il est de nouveau secrétaire pour l'Écosse  et vice-président du ministère de l'Éducation écossais. Il démissionne de son siège au Parlement au début de 1897 et se retire dans la vie privée. En 1911, il a été nommé membre de l'Ordre du mérite.

## Écrits
Pendant son séjour en Inde, Trevelyan contribue aux «Lettres d'un concours Wallah» au magazine Macmillan (réédité en 1864). Cawnpore, un compte rendu du massacre là-bas pendant la Révolte des cipayes, a été publié en 1865. En 1867, il écrit The Ladies in Parliament, une brochure politique humoristique en vers. En 1876, il publie The Life and Letters of Lord Macaulay (une deuxième édition agrandie parut en 1908), et en 1880 il publie The Early History of Charles James Fox. En 1899, il publie le premier volume d'une Histoire de la Révolution américaine, achevé (trois volumes) en 1905. Dans la dernière année, comme Interludes in Prose and Verse, il réédite ses premiers jeux d'esprit classiques et des pièces indiennes.

## Famille
Trevelyan épouse Caroline, fille de Robert Needham Philips (en), député de Bury, en 1869. Leur fils aîné, Sir Charles Trevelyan (3e baronnet), est également devenu un homme politique libéral. Leur deuxième fils Robert Trevelyan (en) est poète et traducteur. L'historien George Macaulay Trevelyan est leur troisième fils. Trevelyan est décédé en août 1928, à l'âge de 90 ans. Il laisse une succession évaluée à 556 993 £ (brut) et 397 492 £ (net) .